# James Clavell
James Clavell, född Charles Edmund Dumaresq Clavell den 10 oktober 1921 i Sydney, New South Wales, Australien, död 7 september 1994 i Vevey, Vaud, Schweiz, var en australiskfödd brittisk-amerikansk författare och filmregissör.
Han var kapten i brittiska Royal Artillery och tillbringade halva andra världskriget i japanskt krigsfångeläger. Han kom till USA 1953, började skriva filmmanus 1958 och regissera följande år. Politiskt förespråkade Clavell individualism och laissez-fairekapitalism. Han var också ett stort fan av Ayn Rand.

## Verk

### Film[1]
- The Fly (1958) (manus)
- Watusi (1959) (manus)
- Five Gates to Hell (1959) (manus och regi)
- Walk Like a Dragon (1960) (manus och regi)
- The Great Escape (1963) (manus)
- 633 Squadron (1964) (manus)
- The Satan Bug (1965) (manus)
- King Rat (1965) (Författare till originalroman)
- To Sir, with Love (1966) (manus och regi)
- The Sweet and the Bitter (1967) (manus och regi)
- Where's Jack? (1968) (regi)
- The Last Valley (1970) (manus och regi)
- Shōgun (1980)
- Tai-Pan (1986) (Författare till originalroman)
- Noble House (1988)